# Kyrgyzský som
Kyrgyzský som (kyrgyzsky Кыргыз Сом, Kyrgyz Som) je zákonné platidlo Kyrgyzské republiky. ISO 4217 kód: KGS. Jeho setina se nazývá tyjyn (kyrgyzsky: тыйын). Zaveden 10. května 1993 (Kyrgyzstán vyhlásil nezávislost na Sovětském svazu 31. srpna 1991), kdy nahradil sovětský rubl v poměru 200 rublů = 1 som. Kyrgyzstán se tak stal první středoasijskou postsovětskou republikou, která vytvořila vlastní měnu.
Kurz k 10. květnu 2012: 1 USD = 46,97 KGS.
Kurz k 31. červenci 2016: 1 USD = 67,03 KGS.
Kurz k 20. prosince 2021 1 USD =  84,80 KGS

## Název
Som nebo sum se původně jmenovalo platidlo Zlaté hordy a jejích nástupnických států. Během sovětské éry se takto do kyrgyzštiny oficiálně překládalo slovo rubl. Obdobně se jmenuje měna Uzbekistánu sum a Tádžikistánu somoni.

## Bankovky
Bankovky v oběhu mají hodnoty 20, 50, 100, 200, 500, 1 000 a 5 000 somů.
| Kyrgyzské platné bankovky | Kyrgyzské platné bankovky | Kyrgyzské platné bankovky | Kyrgyzské platné bankovky | Kyrgyzské platné bankovky | Kyrgyzské platné bankovky |         |
| Vyobrazení                | Vyobrazení                | Hodnota                   | Barva                     | Barva                     | Rozměry                   | Rozměry |
| Líc                       | Rub                       | Hodnota                   | Barva                     | Barva                     | Rozměry                   | Rozměry |
| ------------------------- | ------------------------- | ------------------------- | ------------------------- | ------------------------- | ------------------------- | ------- |
|                           |                           | 20 som                    |                           | červená                   | 120 × 58 mm               |         |
|                           |                           | 50 som                    |                           | oranžová                  | 126 × 61 mm               |         |
|                           |                           | 100 som                   |                           | modrá                     | 132× 63 mm                |         |
|                           |                           | 200 som                   |                           | hnědá                     | 138 × 66 mm               |         |
|                           |                           | 500 som                   |                           | fialová                   | 144 × 68 mm               |         |
|                           |                           | 1 000 som                 |                           | šedá                      | 150 × 71 mm               |         |
|                           |                           | 5 000 som                 |                           | zelená                    | 156 × 73 mm               |         |